# BEBC (detector)

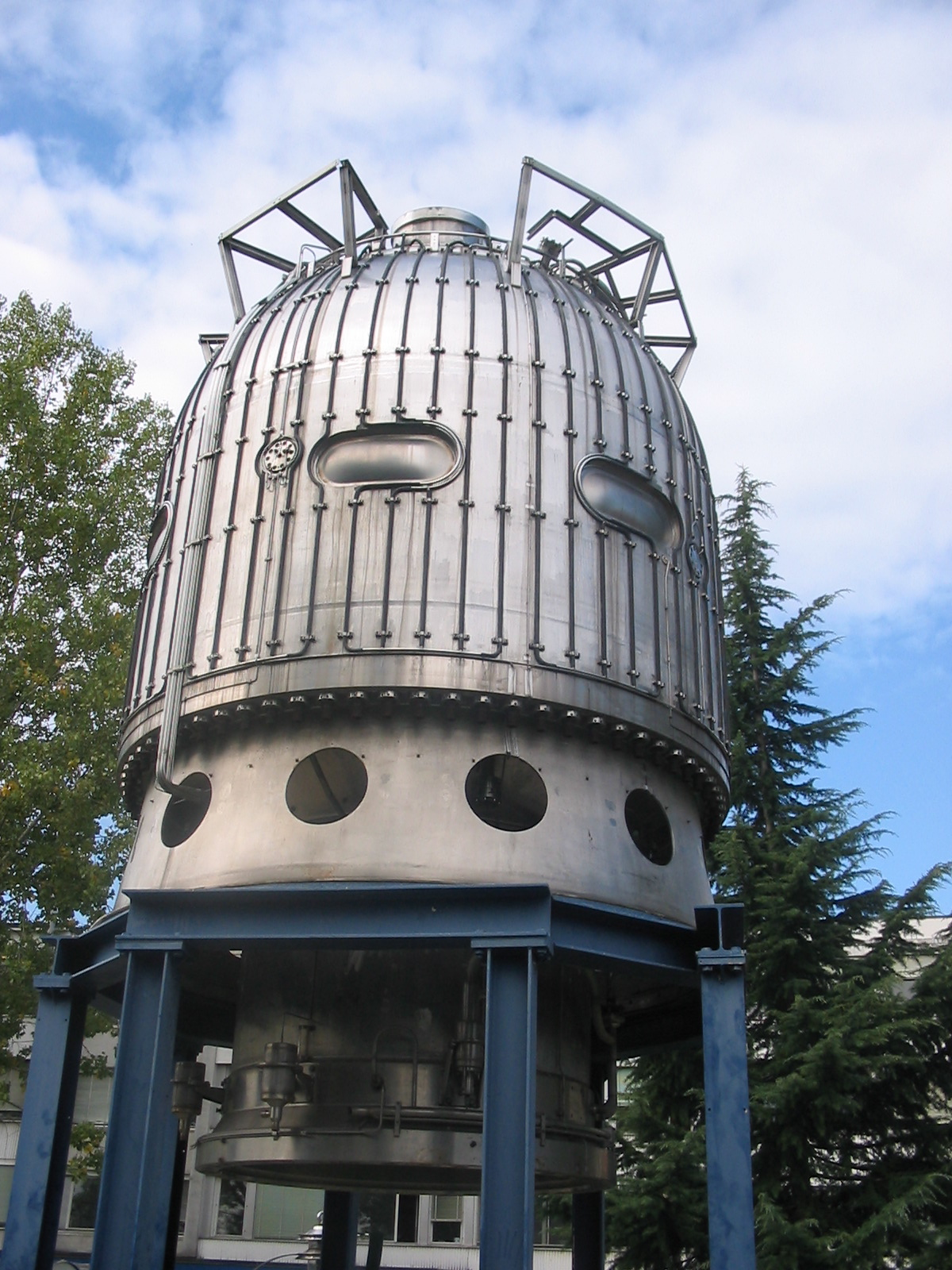
BEBC - a câmara de bolhas

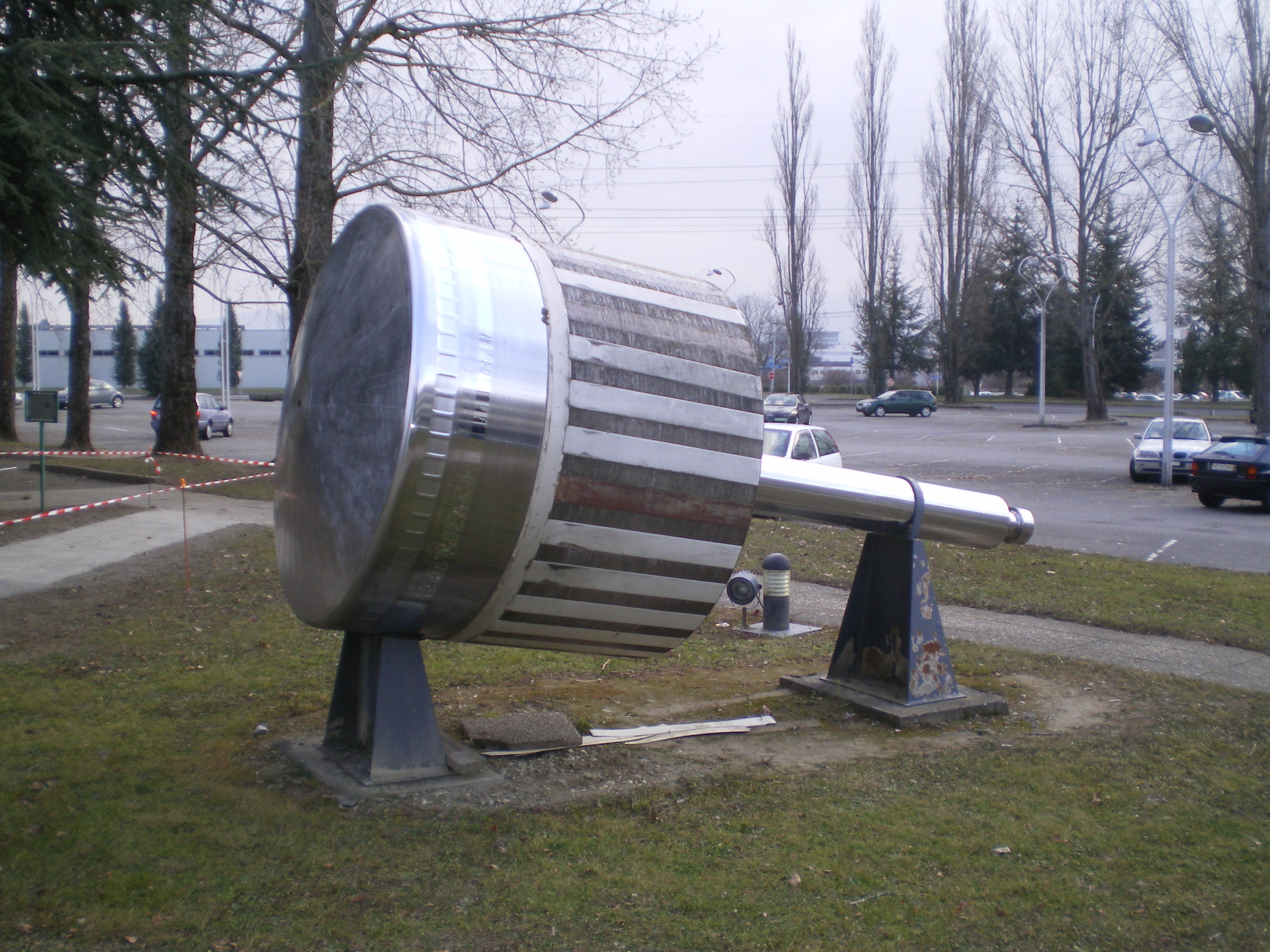
BEBC - o pistão

BEBC do inglês Big European Bubble Chamber (Grande Câmara de Bolhas Europeia) foi construída dum consorcio entre a Alemanha (University of Heildelberg DESY), a França (Ecole Ploytechnique SACLAY) e o CERN e as primeiras fotografias foram tirada em 1973.
A enorme massa desta câmara de bolhas tinha 3,7 m de diâmetro e 4 m de altura, estva cheia com 35 m3 de um líquido (hidrogénio, deutério ou uma mistura de néon-hidrogénio), cuja sensibilidade era regulada por pistão com 2 toneladas. Durante cada expansão, e devido à enorme diminuição da pressão dentro da câmara, a trajectória da  partícula carregada eletricamente era assinalada por um traço de bolhas, nos locais onde o líquido atingia o pontos de ebulição devido à sua passagem. 
Os eventos eram captados numa película cinematográfica (filme) que era revelado para ser examinado e estudado posteriormente,  ver pormenores em trackball (Cern). As primeiras imagens foram registrada em 1973 quando a BEBC, equipada com o maior íman supercondutor da época, e pela primeira vez, recebeu um feixe proveniente do Sincrotrão a Protões (PS), do CERN. Em 1977 foi exposta a feixes de  neutrinos e hadrões a energias da ordem dos 450 GeV quando o Super Sincrotrão a Protões (SPS) entrou em funcionamento.
No final da sua carreira 1984, tinha fornecido um total de 6,3 milhões de fotografias a 22 experiências dedicadas à física de neutrinos e hadrões. Cerca de 600 cientistas de cerca de quinze laboratórios dedicaram-se a analisar os cerca de 3 000 km de filme que ela havia produzido.

## O complexo do CERN
A composição do CAC, sigla em inglês de CERN Acelarators Complex.